# Katt Williams: American Hustle
Katt Williams: American Hustle, também conhecido como American Hustle: The Movie, é um filme norte-americano do gênero comédia, dirigido por Brit McAdams em 2007.